# Jaga
Jaga est un terme utilisé par les Portugais pour désigner des peuples, probablement des Yaka, des Suku, des Teke, des Luba, des Kuba,  des Punu et des Hungana, guerriers africains de l'est et du sud du royaume du Kongo, pratiquant des razzias. Les Portugais appellent Jaga les différents groupes avec lesquels ils entrent en conflit, désignant ainsi indistinctement des peuples largement distincts, les regroupant indûment au sens ethnologique.

## La question des Jaga
L'historiographie du royaume du Kongo est basée notamment sur le récit de Duarte Lopez, rapporté par Filippo Pigafetta, Relatione del Reame di Congo et delle circonvicine contrade,. Il y est relaté que le roi Alvare Ier du Kongo a été, en 1568, chassé de sa capitale, Mbanza-Kongo, par une invasion de « féroces nomades cannibales », les Jaga. L'historiographie du XVIIe siècle reprend ce thème, attribuant ainsi l'invasion de l'Angola à des barbares envahisseurs identifiés aux Jaga et, d'une manière générale, leur attribue les troubles en Afrique portugaise atlantique, et on cherche un mythique pays d'origine à ce peuple allégué. 
En 1973, l'historien américain Joseph C. Miller, propose un passage en revue des éléments connus sur le sujet et avance que le groupe qui chasse le roi en 1568 n'est probablement pas un groupe « d'étrangers » mais des sujets du roi, quoique aidés peut-être par des Teke et que ces « cannibales » ont été inventés par les missionnaires, les esclavagistes et le gouvernement portugais pour justifier leurs propres actions en cet endroit de l'Afrique. 
Selon lui, les « envahisseurs » Jaga de l'Angola sont en fait des Imbangala ,. Concernant les premiers groupes auxquels se heurtent les Portugais au XVIe siècle, ils sont dorénavant identifiés comme étant les Yaka du Kwango,,.
En 1978, un autre historien américain, John K. Thornton, apporte des nuances à l'analyse de Miller, notamment la participation des Teke à l'éviction du roi en 1568 ; Miller rédige un « droit de réponse ». Mais, après ce débat, l'idée que les Jaga forment un groupe ethnique est définitivement enterrée néanmoins. 
Jaga désigne en pratique des groupes ayant des modes vie similaires et non pas un groupe ethnique, et connote la notion « d'étranger » et de « brigand »,.
Les Imbangala vivaient dans des campements fortifiés, regroupant exclusivement des hommes adultes, qui recrutaient à l'extérieur de leur groupe des garçons adolescents, après leur avoir fait passer des rites d'intégration à base de cannibalismes. Les Imbangala ne trouvaient des femmes que par des raids effectués en dehors de leurs groupes, où leur présence n'était pas autorisée. Ils participent aux raids militaires des Portugais contre les populations africaines de l'intérieur de l'Angola, qui leur procure des femmes et adolescents et aux Portugais des esclaves. Les combattants Imbangala étaient accompagnés dans ces raids de soldats portugais apportant cavalerie, artillerie et mousquets. Il leur est arrivé d'être battus par des combattants adverses plus nombreux ou parvenant à lancer des attaques les jours de pluie ou forte humidité qui empêchaient d'utiliser les mousquets et canons à mèche du milieu du XVIIe siècle.